# Dzjoember Patiasjvili
Dzjoember Patiasjvili (Georgisch: ჯუმბერ პატიაშვილი) (Lagodechi, 5 augustus 1939) is een voormalig Georgisch politicus. Van 1985 tot 1989 was hij de Eerste Secretaris van de Georgische Communistische Partij, waarna hij in het onafhankelijke Georgië parlementslid werd en tweemaal meedeed om het presidentschap. Hij was tevens tien jaar directeur van het Georgische Wetenschappelijk Onderzoeksinstituut van Landbouw (1989-1999).
Patiasjvili werd geboren in de Oost-Georgische plaats Lagodechi, een grensplaats met Azerbeidzjan in de regio Kacheti. Patiasjvili studeerde in 1965 af aan het Landbouw Instituut van Tbilisi. In de periode 1965-1967 was hij instructeur bij de Komsomol waarna hij carrière maakte in de Georgische Communistische Partij. Hij volgde in 1985 Edoeard Sjevardnadze op als Eerste Secretaris, een functie die hij tot 1989 vervulde. 
Na de onafhankelijkheid van Georgië in 1991 was hij diverse termijnen parlementslid (1992-1995, 1999-2004 en 2004-2008). In zowel 1995 als 2000 deed hij mee met de verkiezingen voor het presidentschap. Hij was in beide gevallen de belangrijkste tegenstrever van leider Edoeard Sjevardnadze, en eindige tweemaal als tweede met circa 400.000 stemmen (respectievelijk 19% en 17%).